# Copa Master de Supercopa
Die Copa Master de Supercopa (Libertadores) war ein südamerikanischer Fußball-Vereinswettbewerb, der ab 1992 jährlich vorgesehen war, jedoch nur zweimal 1992 und 1994 ausgetragen wurde. Teilnahmeberechtigt waren jeweils alle Gewinner der Supercopa Sudamericana.
1992 nahmen noch alle vier damaligen Gewinner der Supercopa teil. Das Turnier fand im Estadio José Amalfitani in Buenos Aires, der Heimstätte von CA Vélez Sarsfield, statt. Bei der zweiten Ausspielung 1994, die erst im März 1995 stattfand, waren es lediglich noch zwei Mannschaften, so dass der Sieger in Hin- und Rückspiel ermittelt wurde. Die 1998er Ausgabe war vom 28. Mai bis 7. Juni in Avellaneda vorgesehen. Nachdem das Turnier erst wegen der Weltmeisterschaft in Frankreich verschoben worden war, konnten am Ende keine Sponsoren gefunden werden, so dass dieser Wettbewerb mit diesem Versuch letztlich ganz eingestellt wurde.

## Die Endspiele und Sieger
| Jahr                                                                  | Sieger                  | Ergebnisse        | Finalist                |                   |
| --------------------------------------------------------------------- | ----------------------- | ----------------- | ----------------------- | ----------------- |
| 1992                                                                  | Boca Juniors            | 12:1 (1:1) 1      | Cruzeiro Belo Horizonte |                   |
| 1993                                                                  | nicht ausgetragen       | nicht ausgetragen | nicht ausgetragen       | nicht ausgetragen |
| 1994                                                                  | Cruzeiro Belo Horizonte | 0:0 / 1:0         | Club Olimpia            |                   |
| Von 1995 bis 1997 nicht ausgetragen                                   |                         |                   |                         |                   |
| 1998 mit allen acht Gewinnern der Supercopa vorgesehen, aber abgesagt |                         |                   |                         |                   |